# Thorictus bifoveolatus
Thorictus bifoveolatus is een keversoort uit de familie spektorren (Dermestidae). De wetenschappelijke naam van de soort werd in 1887 gepubliceerd door Edmund Reitter.